# Sinoxylon unidentatum
Sinoxylon unidentatum là một loài bọ cánh cứng trong họ Bostrichidae. Loài này được Fabricius miêu tả khoa học năm 1801.

## Hình ảnh

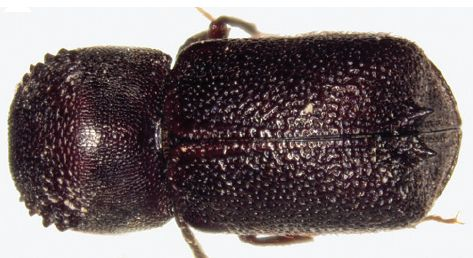